# ارنو دوهنانی
اِرنو دوهنانی (به مجاری: Ernő Dohnányi) (زاده ۲۷ ژوئیهٔ ۱۸۷۷ – درگذشته ۹ فوریهٔ ۱۹۶۰) رهبر ارکستر، آهنگساز، و نوازندهٔ پیانو اهل مجارستان بود. او از استادانِ آکادمی موسیقی فرانتس لیست بود ـ جایی که خود در آن تحصیل کرده بود ـ و شاگردان زیادی نزد وی آموزش دیدند.
اِرنو دوهنانی اغلبِ آثارِ منتشرشده خود را با امضای آلمانیِ ارنست فون دونانی (به آلمانی: Ernst von Dohnányi) انتشار داده‌است.